# RuneScape
RuneScape er et 3-D Java-baseret MMORPG (Massively Multiplayer Online Roleplaying Game) computerspil.
RuneScape er lavet af firmaet Jagex Ltd. De kom med første version (RuneScape Classic) af spillet den 4. januar 2001 og anden version RuneScape 2 blev udgivet i marts 2004.
22. juli 2013 blev RuneScape 3 frigivet.
22. februar 2013 blev Old School RuneScape frigivet, efter stor efterspørgsel af spillere, der foretrak den gamle 2007-version.
Det er muligt at blive betalende deltager, hvilket giver en række flere muligheder i spillet. Betalingen er samtidig med til at bidrage til en fortsat udvikling af spillet.

## Gameplay
Nye spillere startede før i tiden med at gennemføre en "Quest" på en ø (senere i en kælder), som var gemt væk fra resten af spillet. Mens de gennemførte den første quest (Eneste nødvendige quest), mødte de nogle hjælpere, som fortalte dem omkring spillet, og om de forskellige "Skills" (Kun de vigtigste, og kun Non-members). Når de var kommet ind på fastlandet kunne de tjene penge ved at skaffe ting til nogle af de mennesker, der gik rundt i begynderbyen "Lumbridge", og nogle af disse kunne også give en spiller alle de nødvendige ting (selvfølgelig kun de billigste). I 2010 kom "Task-System" opdateringen og erstattede de tidligere "Achievement Diaries". Med denne opdatering forsvandt også Start-Questen, og spilleren startede i stedet på fastlandet og kunne lære spillet at kende ved forskellige begynder "Tasks".

## Skills
Der er 25 forskellige skills på Runescape, hvoraf 9 af disse kun kan tilgås af Members. De indebærer at lave mad, skyde med pile, fremstille trylledrikke og meget mere.
| Skill                              | P2P | Udgivelse                       |
| ---------------------------------- | --- | ------------------------------- |
| Agility                            | Ja  | 2002                            |
| Attack                             | Nej | 2001                            |
| Construction                       | Ja  | 2006                            |
| Cooking                            | Nej | 2001                            |
| Crafting                           | Nej | 2001                            |
| Divination                         | Ja  | 2013                            |
| Defence                            | Nej | 2001                            |
| Dungeoneering                      | Nej | 2010                            |
| Farming                            | Ja  | 2005                            |
| Firemaking                         | Nej | 2001                            |
| Fishing                            | Nej | 2001                            |
| Fletching                          | Nej | 2001                            |
| Herblore                           | Ja  | 2001                            |
| Invention                          | Ja  | 2016                            |
| Constitution (tidligere Hitpoints) | Nej | 2001 opdateret og omdøbt i 2010 |
| Hunter                             | Ja  | 2006                            |
| Magic                              | Nej | 2001                            |
| Mining                             | Nej | 2001                            |
| Prayer                             | Nej | 2001                            |
| Ranged                             | Nej | 2001                            |
| Runecrafting                       | Nej | 2003                            |
| Slayer                             | Ja  | 2005                            |
| Smithing                           | Nej | 2001                            |
| Strength                           | Nej | 2001                            |
| Summoning                          | Ja  | 2008                            |
| Thieving                           | Ja  | 2001                            |
| Woodcutting                        | Nej | 2001                            |

Skills i RuneScape er de ting, som spillere kan bruge til at lave visse aktiviteter i spillet. Spillere får xp i et skill når de arbejder på det, ved f.eks. at hugge træer, og herved får de xp til at få et højere level. Jo højere level man får, jo mere kan man lave, og herved får man bedre muligheder for at blive rig, skaffe bedre råmaterialer, og derved producere bedre ting. En spillers "Total Level" viser hvor meget status en spiller har i spillet, og hvor meget spilleren har spillet. "Hiscore" kan blive set af alle spillere. Hvis man får level 99 kan man købe en kappe ("Cape of Accomplishment" eller "Skill Cape")for 99.000gp eller i Dungeoneering lvl 120 skil cape (true master skill cape for 120.000gp), som giver en et enkelt level mere. Nogle skills, som "Woodcutting" og "Fishing" giver en spiller mulighed for at samle råmaterialer, som man kan bruge i anden skills, f.eks. "Fletching" og "Firemaking" fra "Woodcutting", og "Cooking" fra Fishing. Andre skills giver en spiller bedre muligheder for at dræbe andre spillere eller monstre. Disse kaldes for "Combat-Skills", og er alle dem som giver "Combat-Levels" som højst kan blive 138 i "Members World", og højest 126 i "Nonmember-World". Level 138 kan kun opnåes med "Summoning" Levels, som ikke ses i "Nonmember-Worlds". Andre skills hjælper en til at bygge huse, lave "Runer" som bruges i "Magic", få planter til at gro, og sidst men ikke mindst, fremkalde monstre/dyr som vil følge efter dig og hjælpe dig med diverse skills eller jagte monstre/dyr som du kan sælge videre til andre spiller eller beholde selv. Den letteste skill at få til 99 er "Cooking" i "Nonmember", og også "Cooking" i "Member". Det er dog meget dyrt hvis man vil købe alt det man skal koge.

## Quests
Der er 200 quests på Runescape, hvoraf 20 af dem er F2P. Den 28. november 2008 blev quest nr. 149 While Guthix Sleep udgivet, hvilket var den første Grandmaster quest i RuneScape. Der er nu også udgivet 3 andre Grandmaster quests ved navn Nomad's Requiem, The Void Stares Back og Ritual of the Mahjarrat .
Det er muligt at få 369 quest points, når man har klaret alle quests. Derefter kan man købe en Cape of Accomplishment, som af spillere kaldes quest cape, for 99.000 coins, som er valutaen i spillet.
Der er 2 quests i spillet som har "underquests". Det er Recipe for Disaster, som har 8 "underquests" og en sidste kamp mod bossen og så er der questen Rag and Bone Man som har én "underquest".
Der er 3 quests, som giver adgang til et nyt skill du kan træne.
- Druidic Ritual, som giver adgang til Herblore.
- Rune Mysteries, som giver adgang til Runecrafting. (Behøves ikke hvis du får xp fra andre ting som lamps kan du uden at klare questen)
- Wolf Whistle, som giver adgang til Summoning.

Der er 5 ting, som quests giver adgang til.
- Tears of Guthix er et minigame hvor man samler Guthixs dråber for at få exp i sit laveste skill, som man kan hver uge.
- Hand in the Sand giver adgang til at få 84 spande sand om dagen. Det kræver at man snakker med Bert.
- Throne of Miscellania giver adgang til dit eget kongerige, som du kan styre. Dette kan udvides med questen Royal Trouble, som giver flere ting, flere mennesker og flere ting man får ud af det pr. dag.
- Back to My Roots giver adgang til at man kan plante et frø, for at en Jade Wine kan vokse op. Når man slår den ihjel, som man kun kan en gang hver ca. 15 time, får man 1500 farming exp og 2500 slayer exp.
- All Fired Up giver adgang til et flammeadvarselsnetværk, hvor du får firemaking exp for at tænde så mange så muligt. Jo flere, jo mere exp.

## Sprog
Da Runescape Classic startede, var spillet kun på Engelsk, men d. 14. februar 2007 blev der udgivet en tysk version.
I december 2008 blev spillet oversat til fransk.
Runescape er nu også oversat til portugisisk.

## Musik
RuneScape har siden version 2.0 haft musik i spillet. Musikken varierer mellem forskellige områder i spillet. Lydeffekterne har været der siden version 1.0 og har kvalitetsmæssigt været godt siden version 2.0, da også F2P havde muligheden for at vælge både musik og lydeffekter. En af de senere ting som Jagex har gjort er at lægge "Area Sounds" ind. Det indebar at man kan høre lyd, som bliver stærkere jo tættere man kommer på et specifikt objekt. Man f.eks. høre vinden i træerne eller vandet der bruser. Den 19. oktober 2010 blev der for første gang indført naturtro lyde, når figurer i spillet anstrenger sig, f.eks. under træning, eller de oplever smerte. Sidstnævnte er gradueret, så små skader giver et mindre smerteudbrud end voldsommere skader.
Ian Tayler der har komponeret over 500 af de ikoniske sange er i 2021 blevet fængslet for at have seksuelt misbrugt en 13-årig.

## RuneScape servere
Der er 171 RuneScape servere på verdensplan, som er nummereret fra nummer 1 og så videre. De ligger bl.a. i England, Amerika, Canada, Holland, Indien, Australien, Sverige, Finland, Belgien, Mexico, Brasilien, Irland, Norge og New Zealand . Serverne er placeret så der er bedst forbindelse. Hver RuneScape server tillader 2000 spillere ad gangen. Det er over 300.000 der spiller på en gang. Der er både F2P og P2P servere, hvoraf ca. halvdelen er F2P og den anden halvdel er P2P. Nogle servere er brugt til specifikke ting.